# Старе Іґане
Старе Іґане (пол. Stare Iganie) — село в Польщі, у гміні Седльці Седлецького повіту Мазовецького воєводства.
Населення — 385 осіб (2011).
У 1975-1998 роках село належало до Седлецького воєводства.

## Демографія
Демографічна структура станом на 31 березня 2011 року:
|          | Загалом | Допрацездатний вік | Працездатний вік | Постпрацездатний вік |
| -------- | ------- | ------------------ | ---------------- | -------------------- |
| Чоловіки | 203     | 47                 | 140              | 16                   |
| Жінки    | 182     | 27                 | 114              | 41                   |
| Разом    | 385     | 74                 | 254              | 57                   |